# Drée
Drée és un municipi francès situat al departament de la Costa d'Or i a la regió de Borgonya - Franc Comtat. El 2019 tenia 61 habitants.